# Ålov (Årbot) Haraldsdotter
Ålov (Årbot) Haraldsdotter (885? – 935?) princesa de Noruega en el siglo X, hija de Harald I y Gyda Eiriksdottir de Hordaland.
Casó con Thorir Rögnvaldarson, jarl de Møre y tuvieron tres hijos, dos hembras, Bergljot (n. 914) que casó con el jarl de Lade Sigurd Håkonsson, Vigdis (n. 918), y un varón llamado Jorund (n. 916).